# Sant Laurenç (Puèi Domat)
Saint-Laure és un municipi francès situat al departament del Puèi Domat i a la regió d'Alvèrnia-Roine-Alps. L'any 2007 tenia 433 habitants.

## Demografia

### Població
El 2007 la població de fet de Saint-Laure era de 433 persones. Hi havia 157 famílies de les quals 32 eren unipersonals (16 homes vivint sols i 16 dones vivint soles), 39 parelles sense fills, 70 parelles amb fills i 16 famílies monoparentals amb fills.
La població ha evolucionat segons el següent gràfic:
Habitants censats

### Habitatges
El 2007 hi havia 181 habitatges, 161 eren l'habitatge principal de la família, 3 eren segones residències i 17 estaven desocupats. 172 eren cases i 9 eren apartaments. Dels 161 habitatges principals, 141 estaven ocupats pels seus propietaris, 16 estaven llogats i ocupats pels llogaters i 5 estaven cedits a títol gratuït; 1 tenia una cambra, 5 en tenien dues, 13 en tenien tres, 47 en tenien quatre i 96 en tenien cinc o més. 128 habitatges disposaven pel capbaix d'una plaça de pàrquing. A 44 habitatges hi havia un automòbil i a 109 n'hi havia dos o més.

### Piràmide de població
La piràmide de població per edats i sexe el 2009 era:
| Homes | Edats   | Dones |
| ----- | ------- | ----- |
| 0     | 95 o +  | 0     |
| 0     | 90 a 94 | 0     |
| 4     | 85 a 89 | 0     |
| 0     | 80 a 84 | 4     |
| 8     | 75 a 79 | 4     |
| 12    | 70 a 74 | 12    |
| 8     | 65 a 69 | 12    |
| 16    | 60 a 64 | 4     |
| 0     | 55 a 59 | 4     |
| 24    | 50 a 54 | 8     |
| 12    | 45 a 49 | 20    |
| 24    | 40 a 44 | 12    |
| 4     | 35 a 39 | 16    |
| 28    | 30 a 34 | 20    |
| 4     | 25 a 29 | 4     |
| 4     | 20 a 24 | 4     |
| 4     | 15 a 19 | 8     |
| 4     | 10 a 14 | 28    |
| 8     | 5 a 9   | 20    |
| 12    | 0 a 4   | 4     |

## Economia
El 2007 la població en edat de treballar era de 285 persones, 226 eren actives i 59 eren inactives. De les 226 persones actives 206 estaven ocupades (116 homes i 90 dones) i 20 estaven aturades (9 homes i 11 dones). De les 59 persones inactives 18 estaven jubilades, 23 estaven estudiant i 18 estaven classificades com a «altres inactius».

### Ingressos
El 2009 a Saint-Laure hi havia 177 unitats fiscals que integraven 487,5 persones, la mediana anual d'ingressos fiscals per persona era de 19.273 €.

### Activitats econòmiques
Dels 11 establiments que hi havia el 2007, 1 era d'una empresa de fabricació d'altres productes industrials, 3 d'empreses de construcció, 4 d'empreses de serveis i 3 d'empreses classificades com a «altres activitats de serveis».
Dels 4 establiments de servei als particulars que hi havia el 2009, 1 era una funerària, 1 paleta, 1 guixaire pintor i 1 fusteria.
L'any 2000 a Saint-Laure hi havia 15 explotacions agrícoles que ocupaven un total de 495 hectàrees.

## Poblacions més properes
El següent diagrama mostra les poblacions més properes.